# 鳴鹿村
鳴鹿村（なるかむら）は福井県坂井郡にあった村。現在の坂井市の南東部、九頭竜川右岸および吉田郡永平寺町鳴鹿山鹿にあたる。

## 地理
- 河川 ： 九頭竜川

## 歴史
- 1889年（明治22年）4月1日 - 町村制の施行により、鳴鹿山鹿村、上久米田村、下久米田村、東二ツ屋村、上金屋村、金元村、楽間村、為安村、寄永村、友末村及び坪ノ内村の区域をもって、鳴鹿村が発足する。
- 1955年（昭和30年）3月31日 - 丸岡町、長畝村、竹田村、高椋村、鳴鹿村及び磯部村が合併して、改めて丸岡町が発足する。

## 村長
- 酒井利雄（1934年就任）

## 交通

### 鉄道路線
- 京福電気鉄道
  - 永平寺線
    - 友末駅 - 楽間駅 - 鳴鹿駅